# 伊斯麦特·伊诺努
穆斯塔法·伊斯麦特·伊诺努（土耳其語發音：[isˈmet ˈinøny]; 1884年9月24日—1973年12月25日）土耳其總理、土耳其總統、土耳其军事家、政治家，土耳其迄今為止任職時間最長的土耳其總理，作為凱未爾的左右手及其聲望最高的繼承人，其兩度統治土耳其，執政長達16年。
伊諾努鐵腕統治時期最大的兩位挑戰者是同為凱末爾繼承人的傑拉勒·巴亞爾與雷傑普·佩克
，巴亞爾信奉自由主義，提倡放任經濟，而佩克則親近法西斯主義，提倡民族主義，伊諾努以宣傳、承諾與政變等手段維持其專政，避免反對派擠壓其執政。伊諾努在執政上承襲導師凱末爾的主張，穩固凱末爾主義六方針的基本國策，並受史達林五年計畫啟發推動計劃經濟。

## 早年生涯
伊诺努出生於伊茲密爾，本名穆斯塔法·伊斯麥特。之後，他畢業于伊斯坦布爾軍事學院，第一次世界大戰期間，他曾經出任第4軍團司令。他是凱末爾的主要軍事得力助手之一，曾率軍在兩次伊纳尼戰役(1921年1月10日、3月31日至4月1日)中擊潰了希臘入侵軍。

## 第二號人物
伊諾努被凱末爾總統任命為土耳其共和國第一位總理，除了1924-1925年間因為伊諾努身體不適由阿里·費特希·奧克亞爾代理及1937-1938年因伊諾努與凱末爾意見不合，由傑拉勒·巴亞爾短暫出任總理，伊諾努幾乎在凱末爾政府全部時間是土耳其政府的第二號人物，僅次於凱末爾。
因此，他協助執行了大部分凱末爾的改革方案。他建議將安卡拉定為土耳其的首都，這一建議得到了議會的批准。伊諾努還是共和國宣言和廢除哈里發制度的重要人物。

### 國家政策
伊諾努禁止所有反對黨派和媒體。設立獨立審判法庭被重新設立以審判庫德族叛軍，並處決了大量意圖顛覆國家穩定的組織。
在1925年的Sheikh Said rebellion期間，伊諾努宣布了土耳其民族主義政策，並鼓勵對非土耳其人口進行土耳其化。在鎮壓了叛乱後，他主持了東方改革委員會，該委員會準備了東方改革報告，建議阻止庫德族精英的建立，禁止非土耳其語言，並創建了被軍法管轄的地區行政單位，稱為總督區。關於庫爾德人，他說：「我們是坦率的民族主義者，民族主義是我們唯一的凝聚力量。在土耳其大多數人之前，其他成分毫無影響力。無論付出什麼代價，我們必須土耳其化我們土地的居民，我們將消滅那些反對者。」
伊諾努在庫爾德地區成立了三個總督區，此時正值阿拉拉特叛乱期間，伊諾努直接命令土耳其陸軍於1930年7月12日至13日在凡省的齊蘭谷對成千上萬的庫德族平民製造了齊蘭大屠殺   當一項新的定居制度於1934年通過立法後，民族建設被列入法律，重新安置了阿爾巴尼亞人、阿布哈茲人、切爾克斯人和庫爾德人，以便在新的地區建立一個同質的土耳其國家。

### 社會政策

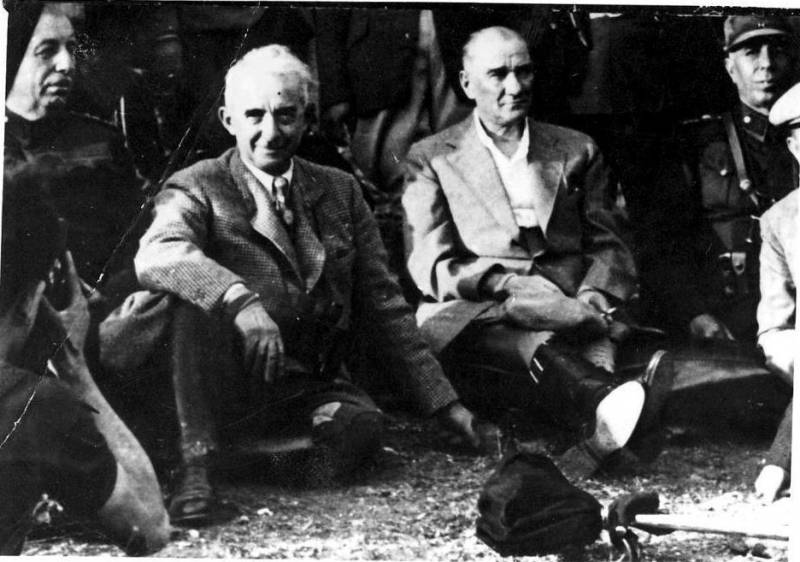
凱末爾與伊諾努視察Trakya Manevraları

伊諾努在土耳其一黨時期負責大部分改革立法的頒布。1925年頒布了禁帽法和關閉德立夫會所的法律；1928年，土耳其字母改用拉丁字母書寫；1934年，Efendi、Bey和Pasha等頭銜被廢除；某些宗教服裝被禁止，儘管伊諾努被廣泛稱為İsmet Pasha。1934年也是姓氏法通過的年份，穆斯塔法·凱末爾·阿塔圖爾克授予伊諾努的姓氏，以紀念他在1921年打敗希臘軍隊的戰役地點。他也主張用「純土耳其」詞匯取代外來借詞。

### 經濟政策

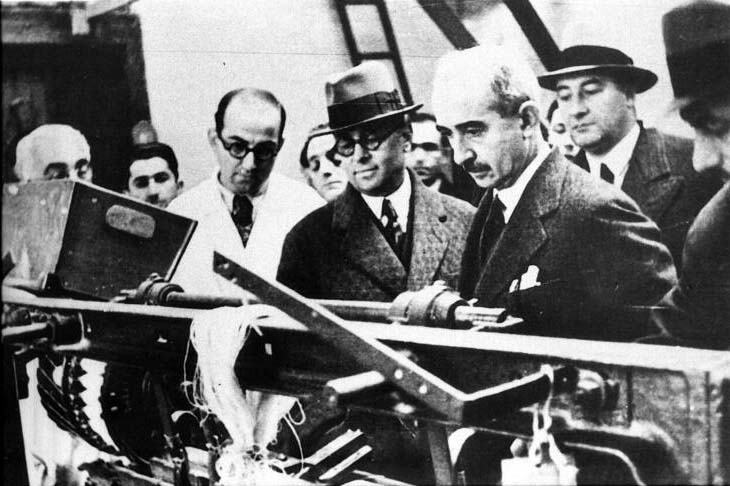
巴亞爾與伊諾努視察成衣工廠

伊諾努在大蕭條時期，受蘇聯史達林的五年計劃啟發，通過嚴厲的政府干預來管理經濟。在這樣做的過程中，他將許多私人財產納入政府控制之下。由於他的努力，至今土耳其超過70%的土地仍然由國家擁有。
凱末爾希望建立一個更加自由的經濟體系，因此在1937年解散了伊諾努內閣，並任命了土耳其第一家商業銀行——土耳其伊斯坎納西銀行的創辦人傑拉勒·巴亞爾為總理，從而開啟了巴亞爾和伊諾努之間長達三十五年的競爭。

## 總統

### 掌權
1938年11月10日土耳其總統、土耳其國父凱末爾逝世後 ，伊諾努被視為最適合繼任他的候選人，並被一致選舉為土耳其共和國第二任總統和執政黨共和人民党的終身主席。他試圖建立自己的個人崇拜，獲得了「國家領袖」的官方頭銜。
他的首要行動之一是於1939年吞併哈塔伊省，該州宣布脫離法國的敘利亞獨立。伊諾努還希望透過逐步採取多黨政治的步驟走出一黨獨大的爭議。他希望通過在議會中建立獨立團體作為反對勢力來實現這一目標，但在戰時條件下，他們未能達到預期。1939年，伊諾努堅定的計劃經濟信仰和巴亞爾的自由市場思想間的爭執越演越烈，於是伊諾努解散了巴亞爾內閣。在伊諾努的領導下，土耳其的早期工業化加速，但二戰的爆發打斷了經濟增長。
在伊諾努的總統任期內，通過教育部長哈桑·阿里·尤塞爾的努力，教育領域實現了許多改革。1940年，成立了村莊學院，該學院選擇了來自鄉村的優秀學生進行培訓，成為教師並返回家鄉開展社區發展項目。

### 戰前
伊諾努上任不到一年，國際局勢每況愈下，第二次世界大戰指日可待，軸心國與同盟國爭相拉攏伊諾努以期土耳其能與他們並肩作戰，1939年春夏之交，德國的法蘭茲·馮·巴本、英國的許閣森和法國的雷内·马西利都與伊諾努交涉過參戰條件，考慮到土耳其接壤的希臘、敘利亞和伊拉克都是英法勢力範圍，伊諾努此時維持親英法的武裝中立外交。
在4月23日的會談中，外長蘇克魯·薩拉吉奧盧向許閣森指出，土耳其畏懼義大利所謂我們的海與德國未來對巴爾幹的控制將威脅土耳其主權，建議盎格魯—土耳其—蘇聯同盟是阻止軸心國的良方，5月，馬克西姆·魏剛訪土期間，伊諾努告訴René Massigli，他相信能最有效阻止軸心國的方法即英土法蘇聯盟，如果得以實現，土耳其將允許蘇聯紅軍在領土駐紮，同樣的，法國將協助土耳其軍隊的現代化。
但隨著8月苏德互不侵犯条约的簽訂，這種聯盟的可能性化為烏有.。伊諾努也放棄加入同盟國，因為他將蘇聯視為更重要的盟友，與英法交好意味著與蘇德交惡，伊諾努在10月19日與英法簽訂的三國同盟條約中話鋒一轉，確認土耳其只會在戰火擴大到地中海時下場。

### 二戰

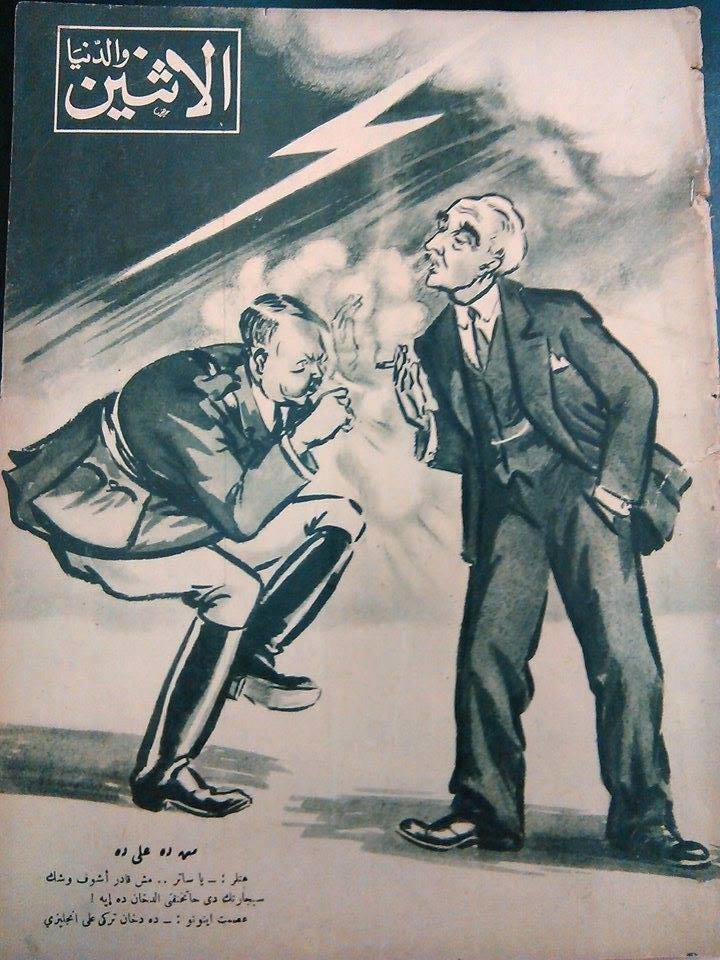
埃及漫畫嘲笑希特勒被伊諾努忽悠

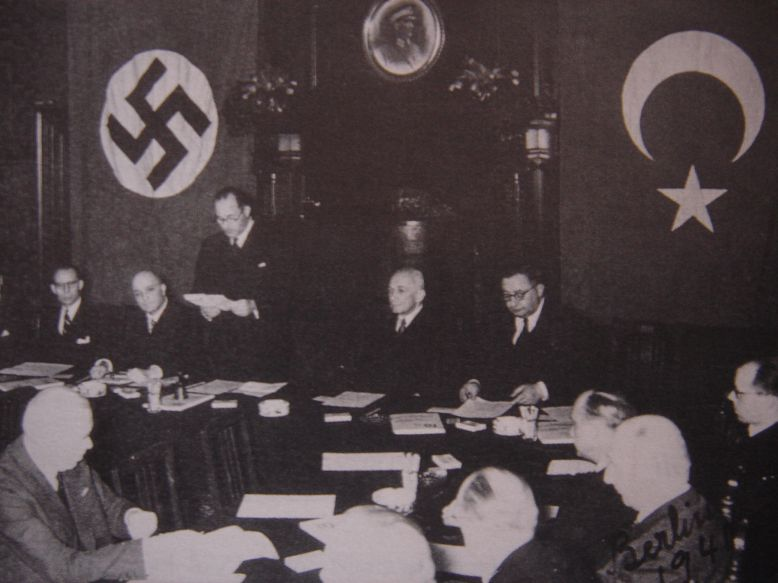
German–Turkish Treaty of Friendship的簽訂

在第二次世界大戰真正開打後，伊諾努看到法國輕易的被德軍踏平後，徹底放棄了親同盟國的立場。但更令伊諾努尷尬的是，德軍兵破巴黎後，將三國同盟條約的密約截獲並公諸於世，其中指出他們曾訂定Operation Pike，一場讓英法藉由土耳其進攻蘇聯的戰爭計畫，東窗事發後，土蘇關係劍拔弩張，伊諾努為避免蘇聯按捺不住直接出擊，又再與德國簽訂German–Turkish Treaty of Friendship，並退出與英法的盟約。
1941年，德國發動巴巴羅薩行動侵略蘇聯，希望伊諾努維持土耳其中立，而英國則對於擴大巴爾幹戰線寄予厚望，外相安東尼·伊登多次訪問伊諾努，試圖說服他加入對希臘的保衛，以束縛德國軍隊。德國人則希望伊諾努更加主動，法蘭茲·馮·巴本承諾伊諾努將在戰後收復希臘部分地區，但伊諾努拒絕了這項提議。
伊諾努的壓力也來自於軍隊內部極端民族主義派系的鼓譟，阿爾帕爾斯蘭·蒂爾凱什、Nihal Atsız和Orhan Şaik Gökyaye鼓動征服蘇聯境內的突厥人定居點，於是伊諾努把他們關進監獄。

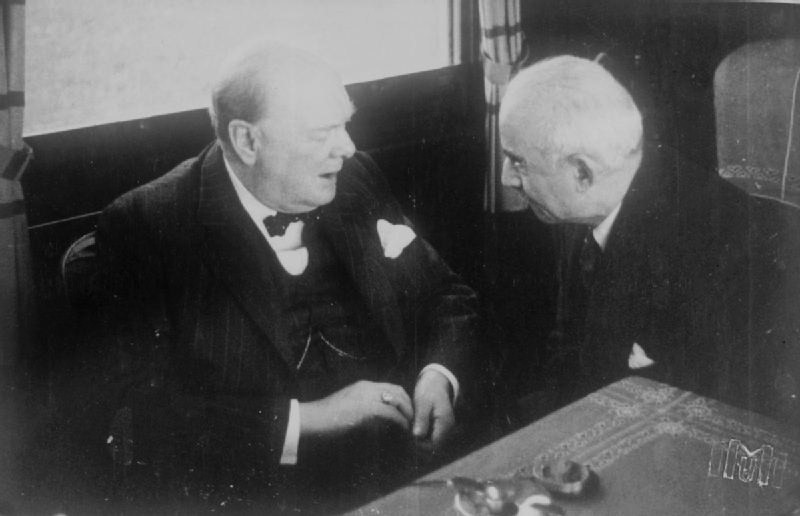
邱吉爾與伊諾努就領土問題展開為期兩天的私人會談

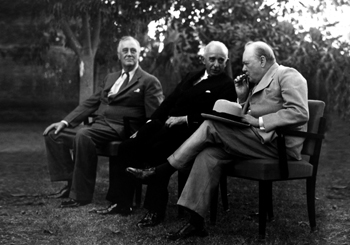
罗斯福、伊诺努和丘吉尔1943年12月4日-1943年12月6日在第二次开罗会议。

1943年12月4日至6日，伊诺努参加了于埃及开羅召开的第二次开罗会议，与土耳其参与美国总统罗斯福、英国首相丘吉尔商讨了第二次世界大战的问题。意味著伊諾努有信心認為盟軍終將勝利。直到1941年，羅斯福和邱吉爾都認為土耳其繼續保持中立將有助於阻止軸心國到達中東的戰略石油儲備，從而符合盟國的利益。但軸心國截至 1942 年底的早期勝利促使羅斯福和邱吉爾重新評估土耳其是否可能站在同盟國一邊參與戰爭。土耳其在整個戰爭期間一直保持著規模相當的陸軍和空軍，邱吉爾希望土耳其人在巴爾幹半島開闢一條新戰線。另一方面，羅斯福仍然認為土耳其的進攻風險太大，土耳其的最終失敗會為盟軍帶來災難性的影響。
伊斯梅特·伊諾努非常清楚土耳其在1908年至1922年間持續不斷的戰爭中所遭受的苦難，決心在可能的情況下讓土耳其遠離另一場戰爭。年輕的土耳其共和國仍在重建中，從早期的戰爭損失中恢復過來，並且缺乏現代武器和參加戰爭所需的基礎設施。伊諾努在二戰期間的中立政策基於西方盟國和蘇聯在戰後遲早會產生矛盾的前提。因此，伊諾努希望獲得財政和軍事援助的保證，以及美國和英國在戰後蘇聯入侵土耳其海峽時站在土耳其一邊的保證。
1944年8月，伊諾努斷絕了與德國的外交關係，並在1945年1月5日斷絕了與日本的外交關係。不久之後，伊諾努允許盟軍船隻使用土耳其海峽向蘇聯運送物資，並於1945年2月25日對德國和日本宣戰。這使得土耳其成為聯合國的創始成員國。
保持武裝中立對於年輕的共和國來說是一種破壞。整個二戰期間，土耳其實際上處於戰爭狀態：軍事生產被優先考慮，犧牲了和平時期的商品，實施了配給和宵禁，並徵收了高額稅收，給許多人帶來了嚴重的經濟困難。其中一項稅收是財富稅（Varlık Vergisi），這是一種針對土耳其非穆斯林少數民族的歧視性稅收，要求一次性支付非常高的款項。許多人認為這種稅收是奧斯曼時期非穆斯林保護稅（Jizya）的延續，或者是三十年前統一與進步委員會政權實施的國民經濟政策（Millî İktisat）的延續。在美國和英國的壓力下，該稅收於1944年被廢除。
伊諾努有一個著名的故事發生在1969年大選的布爾薩會議上。一位年輕人對他喊道：「你讓我們餓著肚子！」伊諾努回答說：「是的，我讓你們餓著肚子，但我沒有讓你們成為孤兒」，暗示著二戰中雙方數百萬人的死亡。

### 民主化
對於凱末爾主義者來說，他們一直渴望土耳其發展成為一個民主國家。在獨立集團之前，凱末爾曾通過自由共和黨進行反對派實驗，但該黨在三個月內因反動派威脅接管而被迫解散。1945年11月1日，伊諾努在大國民議會的開幕演講中公開表達了國家需要反對黨的必要性。他歡迎傑拉勒·拜亞爾成立民主黨（DP），該黨脫離了共和人民黨（CHP）。然而，由於新的蘇聯威脅引發的反共狂熱，新成立的左翼政黨被迅速禁止，農村發展計劃如村莊學院和人民房間也被關閉。儘管對左翼施加了如此大的壓力，伊諾努還是於1945年成立了勞工部，並簽署了重要的工人保護法律。大學獲得了自治權，伊諾努的「不可改變的主席」稱號也被廢除。
伊諾努允許土耳其於1946年舉行首次多黨選舉；然而，這次選舉臭名昭著地不自由和不公平：投票是在旁觀者的注視下進行的，他們可以確定哪些選民投票給了哪些政黨，隨後的計票過程也充滿了秘密。伊諾努沒有邀請蘇克魯·薩拉科格魯組建新政府，而是指派了共和人民黨的強硬派雷傑普·佩克爾，這加劇了議會中的對立氣氛。伊諾努不得不多次在佩克爾和拜亞爾之間充當調解人，後者威脅如果他們的一些要求得不到滿足，例如確保司法審查、秘密投票和公開計票，民主黨將退出議會。1947年7月12日，伊諾努發表了一次廣播和報紙演講，宣布他將與政府和反對派保持等距，這促使佩克爾辭職。
真正自由和公平的全國選舉要等到1950年才舉行，在那次選舉中，伊諾努的政府被擊敗。1950年選舉期間，民主黨領導人使用了「伊斯梅特來了，我們的運氣走了」的口號。共和人民黨在選舉中以41%的選票輸給了民主黨的55%，但由於贏者通吃的選舉制度，民主黨獲得了議會中85%的席位。伊諾努主持了權力向民主黨領導人拜亞爾和阿德南·曼德雷斯的和平過渡。拜亞爾將成為土耳其的第三任總統，而曼德雷斯將成為土耳其第一位非共和人民黨出身的總理，結束了共和人民党近30年的一黨獨大，伊诺努首次成為反對黨領袖。
外交方面，戰後圍繞土耳其海峽的緊張局勢和爭論被稱為土耳其海峽危機。對蘇聯入侵的恐懼以及約瑟夫·史達林對在土耳其海峽設立蘇聯軍事基地的明確欲望最終導致土耳其放棄了在外交關係中的中立原則，並於1952年2月加入北約。

## 實權總理
1960年，軍人傑馬勒·古爾塞勒政變推翻了阿德南·曼德列斯的民主黨政權後，伊诺努第3次組織聯合內閣，推行土耳其經濟建設計畫。

## 下野
1972年5月，他交出對共和人民党長達34年的領導權。

## 去世

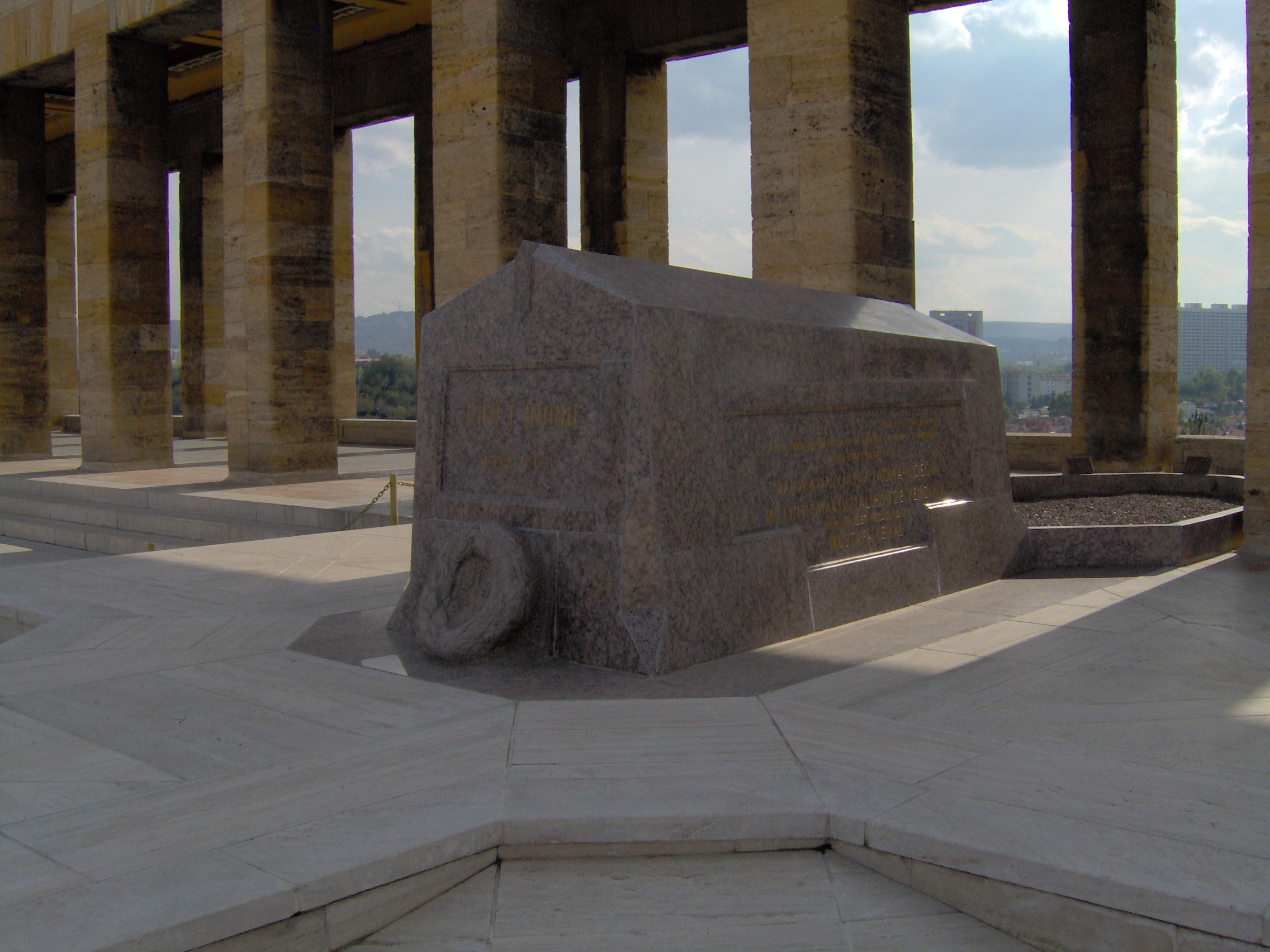
伊诺努在凱末爾紀念館的墓地。

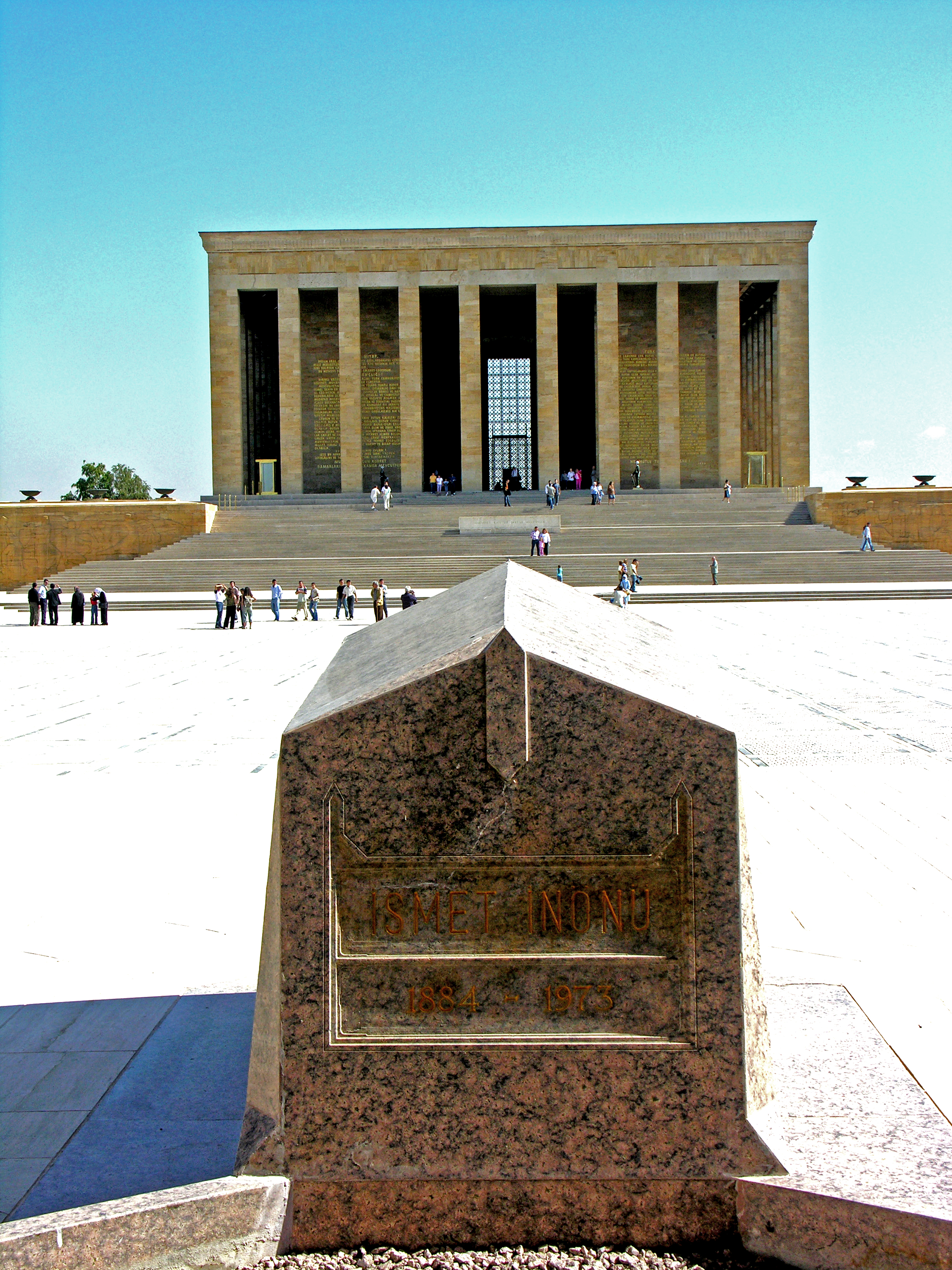
伊诺努在凱末爾紀念館的紀念碑與凱末爾陵寢相望。

1973年12月25日，他於因病而逝世於安卡拉，葬於安卡拉凱末爾紀念館。

## 延伸阅读
- Liebmann, George W. Diplomacy between the Wars: Five Diplomats and the Shaping of the Modern World (London  I. B. Tauris, 2008)

| 官衔                            | 官衔                              | 官衔                        |
| ------------------------------- | --------------------------------- | --------------------------- |
| 前任： 阿里·费特希·奥克亚尔     | 土耳其总理 1923年–1924年          | 繼任： 阿里·费特希·奥克亚尔 |
| 前任： 阿里·费特希·奥克亚尔     | 土耳其总理 1925年–1937年          | 繼任： 杰拉勒·拜亚尔        |
| 前任： 埃明·法赫尔丁·厄兹迪莱克 | 土耳其总理 1961年–1965年          | 繼任： 苏阿特·于尔居普吕    |
| 前任： 穆斯塔法·凱末爾·阿塔圖克 | 土耳其总统 1938年–1950年          | 繼任： 杰拉勒·拜亚尔        |
| 前任： 优素福·凯末尔·滕吉尔申克 | 土耳其外交部长 1922年–1924年      | 繼任： 许克吕·卡亚          |
| 军职                            |                                   |                             |
| 前任： 職位創立                 | 土耳其总参谋长 1920年–1921年      | 繼任： 费夫齐·恰克马克      |
| 政党职务                        |                                   |                             |
| 前任： 穆斯塔法·凱末爾·阿塔圖克 | 共和人民党(CHP)领袖 1938年–1972年 | 繼任： 比伦特·埃杰维特      |